# 沃洛德米里夫卡 (葉米利奇內市鎮)
沃洛德米里夫卡（羅馬化：Volodymyrivka）是烏克蘭北部日托米爾州兹维亚赫尔区叶米利奇内市镇的村莊。面積0.04平方公里，海拔高度204米，2001年人口18，人口密度每平方公里514.29人。